# Mycodiplosis kittabhakshi
Mycodiplosis kittabhakshi är en tvåvingeart som beskrevs av Grover 1970. Mycodiplosis kittabhakshi ingår i släktet Mycodiplosis och familjen gallmyggor. Inga underarter finns listade i Catalogue of Life.